# Брањина
Брањина је насељено место у Барањи, општина Поповац, Република Хрватска.

## Историја Срба у Брањини (пре Кишфалуби)
За Кишфалубу је писало је у школском гласилу 1866. године: "Пре 150 година било је то чисто српско барањско место, под именом Брањин". Једно је од насеља на славном Мохачком пољу.
Православна црква је посвећена Св. Николи. Православне матрикуле су заведене 1740. године.
Јула 1901. године расписан је оглас лицитације за "минуендо" лицитацију, на унутрашњу оправку православне цркве у Кишфалуби. Посао је лицитиран: сликарски, позлатарски, столарски и зидарски. Свота предрачуна била је 1510 к. Протопрезвитер мохачки је био одређен да обави колаудацију иконографског посла, октобра 1904. године. Постоји у месту два српска православна гробља. Црквено-општински посед је 1905. године 48 кј. земље.
У месту "Кишвалоба" о Ускршњем посту 1735. године причестило се 207 православаца. Постојала су два правосавна свештеника у месту: поп Стојан и поп Пантелија, који су се 1735. године причестили у манастиру Грабовцу. Позната је презимена двадесетак домаћина. У месту је 1731. године записано 50 српских домова. Број становника је 1796. године износио 640 православних Срба. Век касније 1890. године било их је 625, што је незнатни губитак становништва. Било је то место 1885. године у Мохачком изборном срезу за црквено-народни сабор, са својим филијалама. У Кишфалуби је записано тада 563 душе, а у парохијским филијалама: Даљок 34, Иџип 31, Дараж 27 и Херцег Шарок - само 9.
Број Срба у Кишфалуби је 1828. године био 1805 душа, па се тај број брзо смањивао. Није познат разлог те депопулације. Било је 1847. године у Кишфалуби и филијалама Долок, Ижиб, Даран и Марок, укупно 756 православаца, а 1867. године њихов број је износио 664. По другом извору, тада их је - само у Кишфалуби 563 православна житеља. Опао је број Срба током две деценије за 92 особе. По трећем извештају било је у здруженој парохији Кишфалуфској шесте платежне класе - 786 православних парохијана.
Француско-српски речник, купили су мештани из "Кишфалу", 1805. године: поп Сава Косић протопрезвитер Мохачки и Аврам Косић "љубитељ науке". Поп Прокопије Станковић био је месни капелан 1808-1809. године. А педагошку књигу узели су у руке 1816. године месни учитељ Андреј Андрејевић и купец Атанасиј Николић. Касније, другом приликом у Шумберку су узели једну српску књигу поп Андреј Андрејевић сада протопрезвитерски капелан и учитељ са Атанасијем Јанковићем месним трговцем.
Године 1824-1826. поп Сава Косић је парох кишфалубски и прота Мохачкопољски, а његов капелан Андреј Андрејевић. И поп Савини синови су пошли очевим стопама; млађи Добрен је тада још "слушатељ клирик", док је старији Димитрије већ свршени клирик. Поп Григорије Бошњак месни парох је пренумерант српских књига 1829. и 1834. године. Пејчићеву књигу о здрављу набавио је 1834. године попа у друштву са учитељем Тешановићем и "купецом" Теодором Николићем. Био је парох, поп Јеремија Мађаревић у Кишфалуби 1860. године претплатник "Школског листа" из Новог Сада. То је будући владика Будимски, који је у Кишфалуби провео као парох 1844-1864. године. Претплату за омладинско гласило "Млада Србадија" уплатила је 1870. године мештанка Марија Николић. Приложио је 1896. године поп Стеван Михалџић из Кишфалубе 5 ф. прилога за Фонд "Св. Саве". Он је 1889. године био претплатник часописа "Тежак" у Београду. Поп Стеван је био родом из Чипа, 1905. године се каже да ту служи 19 година. Прота је 1921. године био месни парох у Кишфалуби, а постао је тада "почасни члан" - "Српског пољопривредног друштва" Краљевине СХС.
Умро је јула 1901. године Никанор Поповић епископ Темишварски. Родио се 1831. године у Кишфалуби, по световном Светозар, где је његов отац био неколико година српски учитељ.
"Велезаслужени старина" Учитељ Драгутин Дадић рођен је у Кишфалуби, службујући у српској вероисповедној школи у Ади, дочекао је пензију 1891. године. Провео је у школи савесно и тачно 52 године стажа. Учитељ Драгутин је 1882. године за своју ревносну службу добио од Његовог величанства цара Франца Јозефа "сребрни крст за заслуге са круном".
Општина кишфалубска је 1745. године издвојила за издржавање српске школе 20 ф. Поп Сава Косић је био и учитељ у Брањину око 1815. године. Истакао се успехом на испиту у Сомборској препарандији, и добио посебну препоруку учитељ Радослав Хорват из Брањине. У међувремену је учитељ постао Кирил Ракић, који је 1824. године пренумерант, уз Атамасија Николића купеца. Василије Тешановић учитељ у месту, јавља се 1834. године, као књиге аутора Константина Пејчића. Он је годину дана раније - 1833. купио мађарско-српску граматику. Почетком 1866. године постављен је у месној школи учитељ Петар Берић, који има завршену основну школу и Препарандију у Сомбору. Способан је за учитеља сеоских школа у Будимској епархији. Прослављен је у месној школи јануара 1866. године школски празник, српски Св. Сава. После црквене службе прешло се у школу, а деца су појала Химну Св. Сави. Млади учитељ Берић је изговорио беседу о српском првом просветитељу и учитељу. Дуговала је општина Кишфалуба 4 ф. за православни Школски фонд 1867. године. Жалио се учитељ Марјановић да за 40 година службе није добио декрет о сталности, па му је то епархијска власт омогућила код Школског одбора у Кишфалуби. Школски референт Поповић посетио је школу у Кишфалуби марта 1884. године. Ту је затекао 54 ђака, са којима је учитељ Мирко Марјановић са своје 44 године службе, показао "добар успех". Затекао је међутим прљаву дворницу, занемареног стања, обијених зидова, већи део под камином, светлост је укрштена и долази им са десне стране. скамије су неадекватне; када седе висе им ноге, када стоје не виде се од скамија. Предстојао је велики посао пред општином Кишфалубом: уместо прозора постављење врата, рушење камина, избацивање скамија и постављање нових краћих по мери деце. Морао се направити нови распоред седења, учитељ да седне код врата која воде у његов стан, а деци да светлост долази са леве стране. Један најмљени старатељ је требало да чисти и загрева дворницу. Одласком у мировину учитеља Мирка Марјановића, расписан је крајем 1892. године стечај са понуђеном платом од 340 ф. Јосиф Јагић "одвјетник" из Мохача снадбео је 1895. године и школу у Кишфалуби, са новим намештајем и нужним училима. Душан Радојчић кишфалубски учитељ се јавно захвалио 1896. године велепоседнику Неци Дунђерском из Србобрана, за претплату за "Школски лист" коју је уступио његовој школи. Провео је ту само годину дана Радојчић, иако је изабран за сталног 1896. године. Била је брањинска школа 1896. године сада уређена по закону. Али сваке године је редом расписиван стечај за место учитеља скоро 15 година, од одласка старог Марјановића. Смењивали су се привремени учитељи у низу. На расписаном стечају за упражњено место српског учитеља у месту види се да је основна годишња плата износила 340 ф. Д. Верчевић је био привремени учитељ у месној школи 1897. године. Расписан је стечај крајем 1900. године за "учитељску штацију Кишфалубу". Тражен је 1901. године декрет за учитеља у месту, Лазара Крестића. Основна шкла у месту је 1905. године српска вероисповедна, са једним здањем из 1868. године. Учитељ је тада Милан Радивојевић, родом из банатског Фердина, и био је три године у кишфалубској школи. Редовну наставу је пратило 58 ученика а у пофторну школу ишло је 22 ученика старијег узраста. Био је 1907. године учитељ у месној вероисповедној школи Милан Радивојевић.
Писао је новосадски часопис 1864. године, о знаменитом покојнику Качфалубцу - Баћи Кеју Брђановом. Двапут је биран због своје честитости за општинског кнеза, али није хтео да се прими положаја. Цео животни век провео је као општински форшпан (фијакериста), тугујући за вереницом Смиљом која се да је не би за другог удали у реци утопила.
Прва Српска земљорадничка задруга у Барањи основана је у Кишфалуби, 1898. године Њен покретач је био способни и напредни прота Стеван Михалџић. Власт у Печују се међутим противила и ометала њену регистрацију; тражили су да то буде вишенационална задруга. Али Срби се нису дали, истрајали су у одлуци, па је половином 1898. године "српска" задруга ипак "протоколисана". Њени задругари су већ за неколико почетних година успешног рада и штедње скупили капитал и прекупили земље (100 јутара), за од око 40.000 к. Задруга је успешни рад наставила и за време југословенске краљевине. У њен састав је тада ушла нова Винарска задруга.
Године 1905. Кишфалуба ("Baranyakisfalud") је мала општина у Дарданском срезу, Барањске жупаније. Ту има 1450 становника са 192 куће. Немци доминирају, а Срба је нешто мање; има их 642 православне душе (или 44%) са 122 куће. Од српских јавних здања ту су православна црква и народна школа. У насељу је само поштански уред. У месту је српска црквена општина. Скупштина је редовна под председништвом Тривуна Поповића. Парохија је шесте платежне класе, има парохијски дом а парохијска сесија износи 37 кј. земље.

## Становништво
На попису становништва 2011. године, Брањина је имала 322 становника.

## Попис 1991.
На попису становништва 1991. године, насељено место Брањина је имало 633 становника, следећег националног састава:
| Попис 1991.‍  | Попис 1991.‍  | Попис 1991.‍ | Попис 1991.‍ | Попис 1991.‍ |
| ------------ | ------------ | ----------- | ----------- | ----------- |
|              |              |             |             |             |
| Хрвати       | Хрвати       |             | 289         | 45,65%      |
| Срби         | Срби         |             | 219         | 34,59%      |
| Југословени  | Југословени  |             | 60          | 9,47%       |
| Роми         | Роми         |             | 14          | 2,21%       |
| Мађари       | Мађари       |             | 7           | 1,10%       |
| Немци        | Немци        |             | 2           | 0,31%       |
| Чеси         | Чеси         |             | 1           | 0,15%       |
| неопредељени | неопредељени |             | 10          | 1,57%       |
| непознато    | непознато    |             | 31          | 4,89%       |
| укупно: 633  |              |             |             |             |